# Олџеиту
Олџеиту (1280, Хорасан — 15. децембар 1316, Солтанија) је био илкан, тј. кан Илканата, монголског каната са центром у Персији (1304—1316) из династије Бориџигин. Био је син Аргун-кана, унука оснивача каната Хулагу-кана, и Урук-катун. Током његове владавине дошло је до наметања шиитског ислама као званичне религије царства и до сурових прогона мањина, посебно будиста. Тиме су напуштена монголска начела толерантности.
Олџеиту, такође познат као Мухамад Кодабанде (24. март 1282 — 16. децембар 1316), био је осми владар из династије Хулагида од 1304. до 1316. године, са центром у Табризу, Персија. Његово име на монголском језику значи „благословен“.
Био је син владара Илканата кана Аргуна, брат и наследник кана Махмуда Газана (5. наследник Џингис-кана), и праунук оснивача Илканата кана Хулагуа.

## Порекло, младост и илкан
Олџеиту је рођен 1280. године у Хорасану, где је његов отац Аргун-кан служио као намесник. Његова младост није ближе позната.
Примио је ислам заједно са старијим братом канаом Газаном 1295. године, при чему је узео име Мухамед, уз које ће му касније бити додат надимак Кодабанде. Олџеиту је временом постао ватрени шиит, тако да је после братовљеве смрти и свог устоличења 1304. године, почео сурово прогонити мањине попут будиста и Јевреја, напустивши монголска начела толерантности. Будистима је чак дат избор, да промене веру или да напусте Илканат.

### Младост
Олџеиту је син кана Аргуна и његове треће жене, кераитке Кристијан Урук Хатун, рођен је 24. марта 1282. године, током очевог намесништва у Хорасану. Добио је име Кар-банда (возач мазги) по рођењу, одрастао је као будиста, а касније је крштен 1291. године, и добио име Никоља (Никола) по папи Николи IV. Међутим, према Тарикх-и Уљаиту (Историја Олџеитуа), кан Олџеиту је прво био познат као "Ољеи Бука", а затим "Темудер", а на крају "Карбанда". Исти извор такође помиње да је падала киша када се родио, а одушевљени Монголи су га звали монголским именом Олџеиту (Өлзијт), што значи "благословен". Касније је прешао у сунитски ислам заједно са својим братом каном Газаном. Као и његов брат, променио је своје име у исламско име Мухамед.
Учествовао је у биткама које су укључивале Газанову борбу против кана Бајдуа. Након што је његов брат Газан ступио на престо, постављен је за намесника Хорасана. Упркос томе што је именован за наследника кана Газана од 1299. године, након што је чуо вести о његовој смрти, покушао је да елиминише потенцијалне ривале за престо. Први такав чин је предузет против принца Алафранга, сина кана Кијаката. Убио га је емисар Олџитуа 30. маја 1304. године. Још један моћни емир, Хоркудак, такође је заробљен и погубљен.

## Владавина
Стигао је у равницу Ујан 9. јула 1304. године, и крунисан је 19. јула 1304. године. Рашид ал-Дин је написао да је усвојио име Олџеиту након што је Јуан цар Олџеиту Темур устоличен у Дадуу. Његова пуна краљевска титула била је Гхииатх ал-Дин Мухаммад Кудабанда Олџеиту Султан. Након приступања, извршио је неколико именовања, као што је Кутлукшах на место главног команданта војске Илканата, Рашид ал-Дин и Са'д ал-Дин Саваји као његови везири 22. јула 1304. године. Друго именовање је био Асил ал-Дин , син Насир ал-Дин Тусија као наследник свог оца на челу опсерваторије Марагеа. Друга политичка одлука је опозив Кутлуканида Кутб ал-Дин Шах Џахана 21. априла 1304. године, намесника Кермана. Кан Очџеиту је именовао свог таста и стрица Иринђина за поткраља Анадолије 27. јуна 1305. године.
Примио је посланства династије Јуан (19. септембар 1305. године), Чагатај каната (у личностима Чапара, сина кана Каидуа и Дуве, сина Барака) и Златне Хорде (8. децембра 1305. године) исте године, успоставивши унутармонголски мир. Његова владавина је такође доживела талас миграција из централне Азије током 1306. године. Одређени борџигидски принчеви, као што су Мингкан Ке'ун (унук Арика Бокеа и деда будућег Арпа Ке'уна), Сарбан (Каидуов син), Темур (потомак Јоџи Касара) дошли су у Хорасан са 30.000 или 50.000 следбеника.
Предузео је поход на Херат против картидског владара Фахр ал-Дина 1306. године, али је успео само накратко да га заузме; његов емир Данишменд је убијен током заседе. Свој други војни поход започео је јуна 1307. године, према Гилану. То је био успешан поход захваљујући комбинованим снагама емира као што су Сутаи, Есен Кутлук, Иринђин, Севинч, Чупан, Тогкан и Му'мин. Упркос почетном успеху, његов главнокомандујући Кутлукшах је поражен и убијен током кампање, што је отворило пут Чупану да се уздигне. Након тога, наредио је још један поход на Картиде, овог пута походом је командовао син покојног емира Данишменда Бујаи. Бујаи је био успешан након опсаде од 5. фебруара до 24. јуна 1306. године, и коначно је заузео цитаделу. Познато је да је одред франачких стручњака за мангонел пратио војску Илканида у овом освајању.
Још један важан догађај из 1307. године, био је завршетак Јами ал-Тавариха од стране Рашида ал-Дина 14. априла 1307. године. Касније 1307. године, избила је побуна у Курдистану под вођством извесног Мусе, који је тврдио да је Махди. Устанак је брзо угушен. Још једна верска побуна, овога пута 10.000 јаких хришћана, избила је у Ербилу. Упркос свим напорима Мар Јабаллаха III да спречи предстојећу пропаст, цитадела је коначно заузета након опсаде од стране трупа Илканата и курдских племена 1. јула 1310. године, а сви браниоци су масакрирани, укључујући многе асирске становнике доњег града.
Важна промена у администрацији догодила се 1312. године, када је Олџеитуов везир Са'д ал-Дин Саваји ухапшен под оптужбом за корупцију и погубљен 20. фебруара 1312. године. Убрзо га је заменио Таџ ал-Дин Али Шах, који ће бити на челу цивилне управе Илканата. до 1323. године. Још једна жртва чистке био је Таџ ал-Дин Аваџи, следбеник Са'д ал-Дина. Кан Олџеиту је такође коначно покренуо последњу кампању против Мамелука, у којој је био неуспешан, иако је наводно накратко заузео Дамаск. Било је то када су мамелучки емири, бивши гувернер Алепа—Шамс ал-Дин Кара Сонкур и гувернер Триполија—ал-Афрам пребегли код кана Олџеитуа. Упркос захтевима за екстрадицију из Египта, илкан је поставио Кара Сонкура (сада под новим именом Ак Сонкур) за гувернера Мараге и ал-Афрама за гувернера Хамадана. Кара Сонкур је касније 17. јануара 1314. године, оженио Ољатх—ћерку Абака Кана.
У међувремену, односи између осталих монголских царстава су се загревали. Нови кан Златне Хорде, кан Узбег је послао изасланика кану Олџеиту, обнављајући своје претензије на Азербејџан 13. октобра 1312. године, кан Олџеиту је такође подржао потоњег током рата Чагатај-Јуан 1314. године, анектирајући јужни Авганистан након што је протерао Кара'унаса. Након што је одбио војске Чагатаја, именовао је свог сина Абу Саида да управља Хорасаном и Мазандараном 1315. године, са ујгурским племићем Амиром Севинчем као његовим старатељем. Још један потомак Џочи Касара, Баба Огул, стигао је из Централне Азије исте године, пљачкајући Харезм на свом путу, изазивајући много узнемиравања. На протесте изасланика Златне Хорде, кан Олџеиту је морао да погуби Бабу, тврдећи да није био обавештен о таквим недозвољеним радњама.
Олџеитуова владавина је такође запамћена по кратком покушају инвазије Илканида на Хиџаз. Хумаидах ибн Аби Нумаии, стигао је на двор Илканата 1315. године, илкан је са своје стране обезбедио Хумејди војску од неколико хиљада Монгола и Арапа под командом Сејида Талиба ал-Дилкандија да стави Хиџаз под контролу Илканида. Такође је планирао да ексхумира тела калифа Ебу Бекра и Омара из њихових гробова у Медини. Међутим, убрзо након што је експедиција прошла Басру, добили су вест о Илкановој смрти, а велики део војске је дезертирао. Преостале – три стотине Монгола и четири стотине Арапа – је разбила хорда од четири хиљаде бедуина коју је предводио Мухамед ибн Иса (брат Муханне ибн Исе) у марту 1317. године.

## Спољашња политика
Кан Олџеиту је водио активну освајачку политику. Током његове владавине је, уз велике људске губитке, покорена мала и фактички независна провинција Гилан, на северу Персије, и наметнута власт над аутономним султанатом Херат на североистоку. Наставио је одржавати везе са европским земљама у циљу освајања Леванта од Мамелучког султаната у Египту. Преговарао је са папом, Темпларима и Кипарском краљевином о организовању новог крсташког рата, до кога, на крају, није дошло због грађанског рата на Кипру и каснијег распуштања Темпларског реда. Године 1312. илкан је, користећи као повод бег неких сиријских емира, прешао Еуфрат и сам напао Мамелуке. Његова војска успела је привремено освојити Дамаск и опсела је утврђени град по имену Ал-Рахба, који ни уз велике губитке није успела освојити. Следеће године уследило је коначно повлачење Монгола из Сирије.

## Јачање Османлија
Почетком 14. века наставља се даље јачање Турака Османлија, који распадом Олџеитуовог вазала, Румског султаната, стварају нову малоазијску државу. Њих су у почетку обуздавали алмогавери, плаћеници у служби Византије, али, они су се, пошто нису били исплаћени а њихов вођа цезар Рожер де Флор убијен, окренули против ње 1305. године. Пошто Мала Азија није била брањена, због сукоба са алмогаверима на европском тлу, византијски цар Андроник II Палеолог, позвао је кана Олџеитуа у помоћ против Турака. Преговори између Византинаца и изасланика Илканата дуго су вођени у Никеји, где је договорено да цар пошаље своју незакониту кћер, познату као Деспина-катун , за жену илкану, који ће му послати војску од 40.000 људи. Како су преговори били спори, кан Олџеиту му је тек 1308. године, послао војску, и то мању, од 30.000 људи. Ова војска бранила је Битинију од Турских напада успевши и да их порази у неколико случајева. Међутим, моћ Османлија наставила је расти и градови, као што су Бурса и Никеја постајали су све угроженији. Ни помоћ српских трупа великог војводе Новака Гребострека, 1313. године, нија имала трајног дејства на политичку ситуацију у Малој Азији.

## Формирање Грузије
У то време долази и до почетка консолидације грузијских земаља. Године 1313. краљ Грузије је, после дугог регентства, по други пут постао Гиорги V, који, заклевши се на верност кану Олџеитуу, почиње уједињавати грузијске државице. Године 1315. Грузини гуше побуне против Илканата у Малој Азији, што је био последњи пут да ратују на страни Монгола. До ослобођења Грузије није дошло за живота кана Олџеитуа, али његово поверење и попустљивост према Грузинима показаће се као грешка касније.

## Меценатство
Као и кан Газан, овај илкан је био покровитељ науке и уметности. Право уметничко дело његове владавине је град Солтанија, који је подигао за нову престоницу, заменивши у тој функцији Табриз. У његово доба, дошло је до напретка медицине у Илканату. Године 1313. у Персији је објављена прва књига кинеске медицине штампана изван Кине, са цртежима израђеним у Кини; дело Рашида ал-Дина. Кинеска акупунктура није се раширила по Средњем истоку, зато што је, према муслиманском схватању, захтевала претерано близак контакт и дотицање целог тела. С друге стране, дијагностика помоћу пулса постала је омиљена међу муслиманима на Средњем истоку, јер је лекару било довољно да дотакне зглоб пацијента да би успоставио дијагнозу и прописао лечење. Помоћу ове нове методе лекари су могли лечити и жене а да не укаљају част њихових породица.

## Смрт и наследство
Дана 16. децембра 1316. године, кан Олџеиту је умро у својој престоници Солтанији, можда отрован од свог првог везира Рашида ал-Дина. Наследио га је син Абу Саид.

## Породица
Кан Олџеиту је имао тринаест супруга и неколико деце, али само једног преживелог сина и ћерку:
Кан Олџеиту је такође наводно имао још једног сина, Илчија, за којег се тврдило да је предак династија Аргун и Таркан у Авганистану и Индији.
Супруге
- Терџухан-катун из племена Куркан - ћерка Лагзија Гурегена (син Аргун Ака) и Баба Катун, мајка Довланди-катун;
- Елтузмиш-катун из племена Куркан, (удала се 1296. године, умрла 10. октобра 1308. године, сахрањена је у маузолеју у Султанији),[31] ћерка је Кутлуг Тимур Куркана, сестра Таракаи Куркана, (претходно супруга кана Кијакатоа и кана Абаке - мајка Бастама, Бајазита, Тајгура и Сати Бег-катун);
- Хаџи-катун - мајка кана Абу Саида, кћи Чичака, сина Суламиша и Тодогај Катун;
- Кутлуг Шах-катун - мајка Султан-катун, (верила се 18. марта 1305. године, удала се 20. јуна 1305. године), кћи Ирињина,[32] и Кончак Катун;
- Булуган-катун Курасани, унука Аргун-акаа, претходно супруга кана Газана, (удала се 23. јуна 1305. године, умрла 5. јануара 1310. године, у Багдаду), ћерка Тасуа и Мангли Тегин Катун;
- Кунџушкаб-катун из племена Куркан, претходно супруга кана Газана, (удала се 1305. године), ћерка Шадија Куркана и Оркудак Катун;
- Олџатаи-катун, сестра Хаџи-катун, претходно супруга Аргун-кана - мајка Абул-Кејра, (удала се 1306. године, умрла 4. октобра 1315. године);
- Сојурхатмиш-катун, сестра Хасана Бузурга из породице Џалаир, кћерка емира Хусеина Џалаира;
- Конгтаи-катун из племена Куркан, кћи Тимура Куркана;
- Дуња-катун, ћерка ал-Малика ал-Малика Наџм ад-Дин Газија, владара Мардина;
- Адил Шах-катун - мајка Сулејман Шаха, кћерка емира Сартака, емир-ордуа Булугхан Катун Бузурга;[33]
- Деспина-катун, кћер византијског цара Андроника II Палеолога;[34]
- Туха-катун, дама оптужена да је имала аферу са сином емира Чупана, Демаском Кајом;

Мушка деца
- Бастам (1297— 15. 10. 1309. године), - оженио се Уљаи Кутлуг Катун 12. јануара 1305. године, (назван по Бајазиту Бастамију);
- Бајазит (1300— 19. 4. 1308. године), (назван по Бајазиту Бастамију);
- Мухамед Тајгур (рођен 3.12. 1306. године), (назван по Бајазиту Бастамију);
- Сулејман Шах (умро 10. 8. 1310. године);
- Абул-Кејр, (рођен 1305. године, умро у детињству, сахрањен поред кана Газана у Шанб Газану);
- Абу Саид (1305—1335), будући илкан;
- Илчи [в]

Женска деца
- Довланди-катун, (умрла 1314. године) удата 30.9. 1305. године, за емира Чупана (или Чобана)
- Сати Бег-катун, ћерка Елтузмиш - катун, удата прво за емира Чупана, 6.9. 13019. године, касније други пут удата 1336. године, за Арпа-кана и трећи пут удата 1339. године, за Сулејман-кана, намесника Илканата;
- Султан-катун.

## Религија
Кан Олџеиту је исповедао будизам, хришћанство и ислам током свог живота. Након што је наследио свог брата, кан Олџеиту је потпао под утицај шиитских теолога Ал-Хилија и Маитама Ал Бахранија. Иако други извор наводи да је прешао на ислам на наговор своје жене. Након Ал-Хилијеве смрти, кан Олџеиту је пренео остатке свог учитеља из Багдада у светилиште са куполом које је саградио у Султанији. Касније, отуђен фракцијским сукобима између сунита, кан Олџеиту је променио своју школу мишљења у шиитски ислам 1310. године. У неком тренутку је чак размишљао о преласку на тенгриизам почетком 1310. године. Мамелучки историчар ал-Сафади споменуо је у свом биографском речнику А'иан ал-ʻАср да је кан Олџеиту поново постао сунит у последњих неколико година пре своје смрти у Рамазану 716. године по Хиџри.

## Заоставштина
Он је надгледао завршетак изградње града Султаније на равницама Конгкур-Оленг 1306. Године 1309. кан Олџеиту је основао Дар ал-Саииедах („Саједова ложа“) у Ширазу у Ирану и дао јој приход од 10.000 динара годишње. Његова гробница у Султанији, 300 км западно од Техерана, остаје најпознатији споменик Илканидске Персије. Према Рују Гонзалесу де Клавију, његово тело је касније ексхумирао Миран Шах.

## Односи са Европом

### Трговински контакти
Трговински контакти са европским силама били су веома активни током владавине кана Олџеитуа. Ђеновљани су се први пут појавили у главном граду Табризу 1280. године, и задржали су сталног конзула до 1304. године. Кан Олџеиту је такође дао пуна трговачка права Млечанима путем уговора 1306. године, (још један такав уговор са његовим сином каном Абу Саидом потписан је 1320. године). Према Марку Полу, Табриз је био специјализован за производњу злата и свиле, а западни трговци су могли да купују драго камење у великим количинама.

### Војни савез
После својих претходника кана Аргуна и кана Газана, кан Олџеиту је наставио дипломатске увертире са Западом и поново је изразио наде Монгола у савез између хришћанских народа Европе и Монгола против Мамелука, иако је сам кан Олџеиту прешао на ислам.

### Посланство из 1305. године
У априлу 1305. године, послао је монголско посланство које је предводио Бускарело де Гизолфи француском краљу Филипу IV од Француске, папи Клементу V и краљу Едварду I од Енглеске. Писмо краљу Филипу IV, једино преживело, описује врлине слоге између Монгола и Франака:
„Ми, султан Олџеиту. Ми говоримо. Ми, који смо се снагом Неба уздигли на престо (...), ми, потомци Џингис-кана (...). Истина, не може бити ништа боље од Ако неко није у складу ни са вама ни са нама, онда бисмо се бранили заједно".
— Извод из Олџеитуовог писма краљу Филипу IV Лепом. Француски национални архив.
Такође је објаснио да су унутрашњи сукоби између Монгола сада завршени:
„Сада смо сви ми, Темур Кан, Чапар, Токтај, Тогба и ми сами, главни потомци Џингис-Кана, сви ми, потомци и браћа, помирени кроз надахнуће и помоћ Божију. Тако да из Нангкијана (Кина) ) на Оријенту, до језера Дала, наши људи су уједињени и путеви су отворени."
— Извод из Олџеитуовог писма краљу Филипу IV Лепом Капету. Француски национални архив.
Ова порука је уверила европске народе да франко-монголски савез, или бар покушаји таквог савеза, нису престали, иако су канови прешли на ислам.

### Посланство из 1307. године
Друго посланство је послато на Запад 1307. године, ово посланство је водио Томасо Уги ди Сијена, Италијан описан као Олџеитуов илдучи („Мачевалац“). Ово посланство је охрабрило папу Климента V да 1307. године говори о великој могућности да би Монголи могли да прдају Свету земљу хришћанима, и да изјави да га монголско посланство од кана Олџеитуа „охрабрује као духовну храну“. Односи су били прилично топли: 1307. године папа Климент V је именовао Јована од Монтекорвина за првог надбискупа Ханбалика и патријарха Оријента.
Европски народи су сходно томе припремили крсташки рат, али су га одложили. Меморандум који је израдио Велики мајстор витезова Хоспиталаца Гијом де Виљаре о војним плановима за крсташки рат предвиђао је монголску инвазију на Сирију као прелиминарну западну интервенцију (1307/8).

### Војна операција 1308. године
Византијски цар Андроник II удао је ћерку за кана Олџеитуа и затражио помоћ од Илканата против повећања моћи Османлија. Године 1305. кан Олџеиту је обећао свом тасту 40.000 људи, а 1308. године, послао је 30.000 људи да поврате многе византијске градове у Битинији и Илканидска војска је разбила одред емира Османа I.

### Посланство из 1313. године
Дана 4. априла 1312. године, папа Климент V је прогласио крсташки рат на сабору у Бечу. Друго посланство је кан Олџеиту послао на Запад и краљу Едварду II 1313. године. Исте године је француски краљ Филип IV „узео крст”, дајући завет да ће кренути у крсташки рат на Леванту, одазвавши се тако позиву папе Климента V на крсташки рат. Међутим, Енгуерранд де Маригни га је упозорио да не оде, и убрзо је погинуо у несрећи у лову.
Коначно решење са Мамелуцима биће пронађено тек када је ОЛЏеитуов син потписао споразум из Алепа са Мамелуцима 1322. ГОДИНЕ.

## Породично стабло
|  |                                      |  |  |  |  |  |  |  |  |  |  |  |  |  |  |  |
|  | 16. Толуј, регент Монголског царства |  |  |  |  |  |  |  |  |  |  |  |  |  |  |  |
|  |                                      |  |  |  |  |  |  |  |  |  |  |  |  |  |  |  |
|  |                                      |  |  |  |  |  |  |  |  |  |  |  |  |  |  |  |
|  | 8. Хулагу-кан, илкан                 |  |  |  |  |  |  |  |  |  |  |  |  |  |  |  |
|  |                                      |  |  |  |  |  |  |  |  |  |  |  |  |  |  |  |
|  |                                      |  |  |  |  |  |  |  |  |  |  |  |  |  |  |  |
|  | 17. Соркохтани Беки                  |  |  |  |  |  |  |  |  |  |  |  |  |  |  |  |
|  |                                      |  |  |  |  |  |  |  |  |  |  |  |  |  |  |  |
|  |                                      |  |  |  |  |  |  |  |  |  |  |  |  |  |  |  |
|  | 4. Абака-кан, илкан                  |  |  |  |  |  |  |  |  |  |  |  |  |  |  |  |
|  |                                      |  |  |  |  |  |  |  |  |  |  |  |  |  |  |  |
|  |                                      |  |  |  |  |  |  |  |  |  |  |  |  |  |  |  |
|  | 9. Јисунџин-катун                    |  |  |  |  |  |  |  |  |  |  |  |  |  |  |  |
|  |                                      |  |  |  |  |  |  |  |  |  |  |  |  |  |  |  |
|  |                                      |  |  |  |  |  |  |  |  |  |  |  |  |  |  |  |
|  | 2. Аргун-кан, илкан                  |  |  |  |  |  |  |  |  |  |  |  |  |  |  |  |
|  |                                      |  |  |  |  |  |  |  |  |  |  |  |  |  |  |  |
|  |                                      |  |  |  |  |  |  |  |  |  |  |  |  |  |  |  |
|  | 5. Кајмиш-катун                      |  |  |  |  |  |  |  |  |  |  |  |  |  |  |  |
|  |                                      |  |  |  |  |  |  |  |  |  |  |  |  |  |  |  |
|  |                                      |  |  |  |  |  |  |  |  |  |  |  |  |  |  |  |
|  | 1. Олџеиту                           |  |  |  |  |  |  |  |  |  |  |  |  |  |  |  |
|  |                                      |  |  |  |  |  |  |  |  |  |  |  |  |  |  |  |
|  |                                      |  |  |  |  |  |  |  |  |  |  |  |  |  |  |  |
|  | 3. Урук-катун                        |  |  |  |  |  |  |  |  |  |  |  |  |  |  |  |
|  |                                      |  |  |  |  |  |  |  |  |  |  |  |  |  |  |  |
|  |                                      |  |  |  |  |  |  |  |  |  |  |  |  |  |  |  |